# Tours Métropole Val de Loire
Tours Métropole Val de Loire ist ein französischer Gemeindeverband mit der Rechtsform einer Métropole im Département Indre-et-Loire in der Region Centre-Val de Loire. Sie wurde am 31. Dezember 1999 gegründet und umfasst aktuell 22 Gemeinden. Der Verwaltungssitz befindet sich in der Stadt Tours.

## Historische Entwicklung
Der Gemeindeverband wurde ursprünglich als Communauté d’agglomération Tours Plus gegründet. Mit Wirkung vom 1. Januar 2017 wurde er zunächst in den Rang einer Communauté urbaine, per 1. April 2017 zu einer Métropole erhoben. Gleichzeitig wurde er auf die aktuelle Bezeichnung umbenannt.

## Mitgliedsgemeinden
| Gemeinde                     | Einwohner 1. Januar 2022 | Fläche km² | Dichte Einw./km² | Code INSEE | Postleitzahl |
| ---------------------------- | ------------------------ | ---------- | ---------------- | ---------- | ------------ |
| Ballan-Miré                  | 8.347                    | 26,16      | 319              | 37018      | 37510        |
| Berthenay                    | 699                      | 7,24       | 97               | 37025      | 37510        |
| Chambray-lès-Tours           | 11.877                   | 19,40      | 612              | 37050      | 37170        |
| Chanceaux-sur-Choisille      | 3.509                    | 18,47      | 190              | 37054      | 37390        |
| Druye                        | 999                      | 22,87      | 44               | 37099      | 37190        |
| Fondettes                    | 10.917                   | 31,83      | 343              | 37109      | 37230        |
| Joué-lès-Tours               | 38.432                   | 32,41      | 1.186            | 37122      | 37300        |
| La Membrolle-sur-Choisille   | 3.270                    | 6,87       | 476              | 37151      | 37390        |
| La Riche                     | 10.349                   | 8,17       | 1.267            | 37195      | 37520        |
| Luynes                       | 5.081                    | 34,01      | 149              | 37139      | 37230        |
| Mettray                      | 2.079                    | 10,34      | 201              | 37152      | 37390        |
| Notre-Dame-d’Oé              | 4.358                    | 7,73       | 564              | 37172      | 37390        |
| Parçay-Meslay                | 2.574                    | 14,07      | 183              | 37179      | 37210        |
| Rochecorbon                  | 3.220                    | 17,09      | 188              | 37203      | 37210        |
| Saint-Avertin                | 15.075                   | 13,25      | 1.138            | 37208      | 37550        |
| Saint-Cyr-sur-Loire          | 16.766                   | 13,50      | 1.242            | 37214      | 37540        |
| Saint-Étienne-de-Chigny      | 1.595                    | 21,11      | 76               | 37217      | 37230        |
| Saint-Genouph                | 1.022                    | 4,74       | 216              | 37219      | 37510        |
| Saint-Pierre-des-Corps       | 15.698                   | 11,28      | 1.392            | 37233      | 37700        |
| Savonnières                  | 3.346                    | 16,46      | 203              | 37243      | 37510        |
| Tours                        | 138.668                  | 34,36      | 4.036            | 37261      | 37000        |
| Villandry                    | 1.138                    | 17,80      | 64               | 37272      | 37510        |
| Tours Métropole Val de Loire | 299.019                  | 389,16     | 768              | –          | –            |

## Quelle
1. ↑  www.collectivites-locales.gouv.fr
2. ↑  Tours Métropole Val de Loire (SIREN: 243 700 754) in der Base nationale sur l’intercommunalité (BANATIC) des französischen Innenministeriums (französisch)